# The Powers Girl
The Powers Girl (bra: Alô, Belezas) é um filme norte-americano 1943, uma comédia musical dirigida por Norman Z. McLeod com trilha sonora de Louis Silvers.

## Elenco
- George Murphy  ... Jerry Hendricks
- Anne Shirley ... Ellen Evans
- Carole Landis ... Kay Evans
- Dennis Day ... ele mesmo
- Linda Stirling ... modelo
- e outros

## Sinopse
As irmãs Ellen e Kay (Anne Shirley e Carole Landis) aspiram a tornar-se modelos de alto perfil; Um fotógrafo tem uma fantasia de top model para as meninas, mas vê-se apaixonado por Ellen.[carece de fontes?]